# Campeonato da Europa de Atletismo de 2022 - 400 m com barreiras masculino
A prova dos 400 metros com barreiras masculino do Campeonato da Europa de Atletismo de 2022 foi disputada entre os dias 17 a 19 de agosto de 2022, no Estádio Olímpico de Munique, em Munique na Alemanha.

## Recordes
Antes desta competição, os recordes mundiais e do campeonato nesta prova eram os seguintes:
|                       | Nome            | Nacionalidade      | Tempo  | Local  | Data                  |
| --------------------- | --------------- | ------------------ | ------ | ------ | --------------------- |
| Recorde mundial       | Karsten Warholm | Noruega            | 45s 94 | Tóquio | 3 de agosto de 2021   |
| Recorde europeu       | Karsten Warholm | Noruega            | 45s 94 | Tóquio | 3 de agosto de 2021   |
| Recorde do campeonato | Harald Schmid   | Alemanha Ocidental | 47s 48 | Atenas | 8 de setembro de 1982 |

Os seguintes recordes foram estabelecidos durante esta competição: 
| Data         | Evento | Atleta          | Nacionalidade | Tempo  | Notas                 |
| ------------ | ------ | --------------- | ------------- | ------ | --------------------- |
| 19 de agosto | Final  | Karsten Warholm | Noruega       | 47s 12 | Recorde do campeonato |

## Medalhistas
| Ouro                  | Prata                 | Bronze                |
| Karsten Warholm (NOR) | Wilfried Happio (FRA) | Yasmani Copello (TUR) |

## Cronograma
Todos os horários são locais (UTC+2).
| Data         | Hora  | Evento    |
| ------------ | ----- | --------- |
| 17 de agosto | 11:05 | Bateria   |
| 18 de agosto | 11:25 | Semifinal |
| 19 de agosto | 22:00 | Final     |

## Resultados

### Bateria
Qualificação: 3 atletas de cada bateria (Q) mais os 2 melhores qualificados (q). Os 10 atletas mais bem posicionados se classificaram diretamente para as semifinais.
| Posição | Bateria | Raia | Atleta                  | Nacionalidade | Tempo | Notas                |
| ------- | ------- | ---- | ----------------------- | ------------- | ----- | -------------------- |
| 1       | 1       | 7    | Victor Coroller         | França        | 49.35 | Q                    |
| 2       | 1       | 6    | Jacob Paul              | Reino Unido   | 49.40 | Q,                   |
| 3       | 1       | 5    | Julien Bonvin           | Suíça         | 49.41 | Q                    |
| 4       | 2       | 2    | Thomas Barr             | Irlanda       | 49.49 | Q                    |
| 5       | 2       | 3    | Ramsey Angela           | Países Baixos | 49.51 | Q                    |
| 6       | 4       | 7    | Constantin Preis        | Alemanha      | 49.63 | Q,                   |
| 7       | 1       | 2    | Vít Müller              | Chéquia       | 49.86 | q                    |
| 8       | 4       | 6    | Nick Smidt              | Países Baixos | 50.06 | Q                    |
| 9       | 4       | 2    | Seamus Derbyshire       | Reino Unido   | 50.08 | Q                    |
| 10      | 4       | 3    | Martin Tuček            | Chéquia       | 50.09 | q                    |
| 11      | 4       | 8    | Krzysztof Hołub         | Polónia       | 50.12 | =                    |
| 12      | 3       | 8    | Mario Lambrughi         | Itália        | 50.27 | Q                    |
| 13      | 4       | 4    | Dany Brand              | Suíça         | 50.30 |                      |
| 14      | 2       | 4    | Matej Baluch            | Eslováquia    | 50.49 | Q                    |
| 15      | 3       | 7    | Jesús David Delgado     | Espanha       | 50.61 | Q                    |
| 16      | 2       | 6    | Sebastian Urbaniak      | Polónia       | 50.69 |                      |
| 17      | 2       | 5    | Aleix Porras            | Espanha       | 50.77 |                      |
| 18      | 1       | 4    | Martin Kučera           | Eslováquia    | 50.82 |                      |
| 19      | 3       | 5    | Dries Van Nieuwenhove   | Bélgica       | 50.85 | Q                    |
| 20      | 3       | 2    | Niklas Strohmayer-Dangl | Áustria       | 51.21 |                      |
| 21      | 3       | 6    | Joshua Faulds           | Reino Unido   | 51.21 |                      |
| 22      | 2       | 7    | Nahom Yirga             | Suíça         | 51.55 |                      |
| 23      | 3       | 3    | Jakub Olejniczak        | Polónia       | 51.77 |                      |
| 24      | 1       | 3    | Giacomo Bertoncelli     | Itália        | 51.86 |                      |
| 25      | 4       | 5    | Andrea Ercolani Volta   | San Marino    | 52.59 | Recorde da temporada |
| 26      | 3       | 4    | Tuomas Lehtonen         | Finlândia     | 52.75 |                      |

### Semifinal
Qualificação: 2 atletas de cada bateria (Q) mais os 2 melhores qualificados (q). Os 10 mais bem classificados se juntaram aos 14 atletas classificados na fase anterior.
| Posição | Bateria | Raia | Atleta                         | Nacionalidade | Tempo | Notas                |
| ------- | ------- | ---- | ------------------------------ | ------------- | ----- | -------------------- |
| 1       | 2       | 6    | Karsten Warholm                | Noruega       | 48.38 | Q                    |
| 2       | 2       | 4    | Ludvy Vaillant                 | França        | 48.52 | Q,                   |
| 3       | 2       | 5    | Julien Watrin                  | Bélgica       | 48.81 | q,                   |
| 4       | 1       | 6    | Wilfried Happio                | França        | 48.89 | Q                    |
| 5       | 1       | 4    | Joshua Abuaku                  | Alemanha      | 49.05 | Q                    |
| 6       | 2       | 3    | Julien Bonvin                  | Suíça         | 49.10 | q,                   |
| 7       | 1       | 6    | Thomas Barr                    | Irlanda       | 49.30 |                      |
| 8       | 3       | 3    | Yasmani Copello                | Turquia       | 49.34 | Q                    |
| 9       | 3       | 5    | Victor Coroller                | França        | 49.46 | Q                    |
| 10      | 2       | 3    | Jacob Paul                     | Reino Unido   | 49.48 |                      |
| 11      | 2       | 7    | Mario Lambrughi                | Itália        | 49.50 |                      |
| 11      | 3       | 5    | José Reynaldo Bencosme de Leon | Itália        | 49.50 |                      |
| 13      | 3       | 1    | Carl Bengström                 | Suécia        | 49.52 |                      |
| 14      | 3       | 8    | Constantin Preis               | Alemanha      | 49.55 | Recorde da temporada |
| 15      | 1       | 8    | Seamus Derbyshire              | Reino Unido   | 49.75 |                      |
| 16      | 1       | 7    | İsmail Nezir                   | Turquia       | 49.78 |                      |
| 17      | 3       | 1    | Vít Müller                     | Chéquia       | 49.78 |                      |
| 18      | 3       | 1    | Matic Ian Guček                | Eslovênia     | 49.93 |                      |
| 19      | 3       | 2    | Ramsey Angela                  | Países Baixos | 49.99 |                      |
| 20      | 1       | 2    | Nick Smidt                     | Países Baixos | 50.29 |                      |
| 21      | 2       | 4    | Martin Tuček                   | Chéquia       | 50.32 |                      |
| 22      | 2       | 7    | Jesús David Delgado            | Espanha       | 50.32 |                      |
| 23      | 1       | 2    | Matej Baluch                   | Eslováquia    | 50.93 |                      |
| 24      | 1       | 8    | Dries Van Nieuwenhove          | Bélgica       | 51.15 |                      |

### Final
A final ocorreu no dia 19 de agosto às 22:00.
| Posição           | Raia | Atleta          | Nacionalidade | Tempo | Notas                 |
| ----------------- | ---- | --------------- | ------------- | ----- | --------------------- |
| Medalha de ouro   | 6    | Karsten Warholm | Noruega       | 47.12 | Recorde do campeonato |
| Medalha de prata  | 3    | Wilfried Happio | França        | 48.56 |                       |
| Medalha de bronze | 6    | Yasmani Copello | Turquia       | 48.78 |                       |
| 4                 | 5    | Ludvy Vaillant  | França        | 48.79 |                       |
| 5                 | 7    | Joshua Abuaku   | Alemanha      | 48.79 | Recorde pessoal       |
| 6                 | 2    | Julien Watrin   | Bélgica       | 48.98 |                       |
| 7                 | 1    | Julien Bonvin   | Suíça         | 50.24 |                       |
| 8                 | 8    | Victor Coroller | França        | 50.46 |                       |

Legenda
| Recorde mundial       | Recorde mundial (World record)               |                       | Recorde africano                      | Recorde africano (African) |                                           | Q | Classificado por posição (Qualified) |
| Recorde do campeonato | Recorde do campeonato (Championship record)  | Recorde da América    | Recorde da América (Americas)         | q                          | Classificado por melhor tempo (Qualified) |   |                                      |
| Melhor marca do ano   | Melhor marca do ano (World leading)          | Recorde asiático      | Recorde asiático (Asian)              | DNS                        | Não largou (Did not start)                |   |                                      |
| Recorde nacional      | Recorde nacional (National record)           | Recorde europeu       | Recorde europeu (European)            | DNF                        | Não terminou (Did not finish)             |   |                                      |
| Recorde pessoal       | Recorde pessoal do atleta (Personal best)    | Recorde da Oceania    | Recorde da Oceania (Oceania)          | DSQ / DQ                   | Desclassificado (Disqualified)            |   |                                      |
| Recorde da temporada  | Recorde da temporada do atleta (Season best) | Recorde sul-americano | Recorde sul-americano (South America) | NM                         | Sem marca (No mark)                       |   |                                      |